# Rábamolnári
Rábamolnári Püspökmolnári község településrésze, egykor önálló község Vas vármegyében, a Vasvári kistérségben.

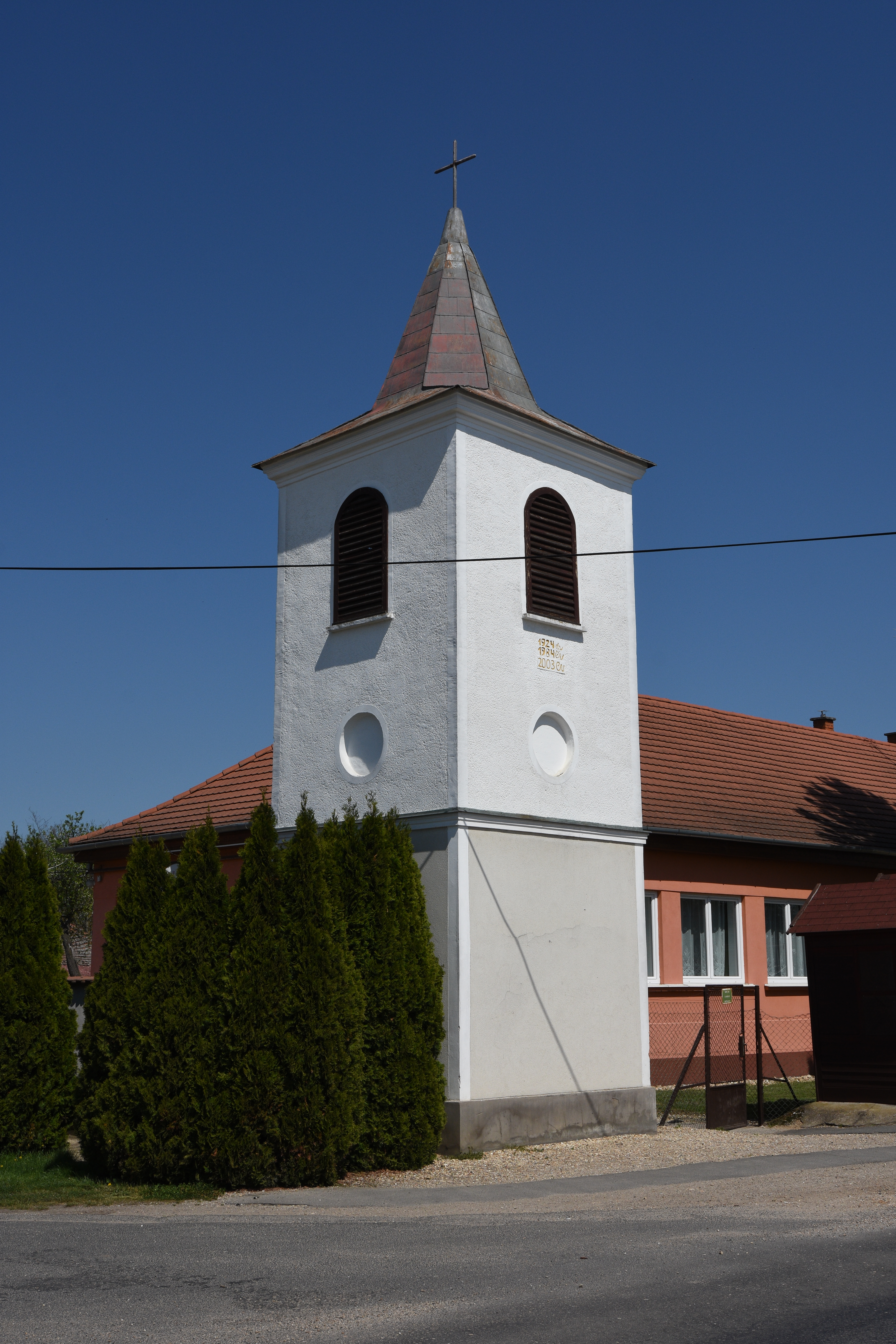

## Fekvése
Szombathelytől 30 kilométerre délkeletre, a Rába bal partján fekszik. A mai Püspökmolnári községnek a nyugati részét képezi. A településnek ezt a részét érinti a 8701-es és a 8703-as út illetve a Szombathely–Nagykanizsa-vasútvonal, itt található a község vasútállomása is. Főutcája a Rába felé vezető Petőfi Sándor utca, déli végében a százéves hársfával, a község egyik nevezetességével.

## Története
Molnárit 1275-ben említik először, amikor a helyi nemes Molnári nemzetség birtoka volt. 1329-ben Molnar, 1411-ben Molnary, 1464-ben Kysmolnary néven említik. A Molnárik után a 16. században a Polányi és a Darabos család volt birtokos a községben. Még a század során lakossága felvette az evangélikus hitet. A 17. században a Nádasdy család birtoka volt. 1698-ban 230 lakosa volt a községnek. 1744-ben Mária Terézia királynő Sallér István nádorhelyettesnek adta, aki emeletes kastélyt épített a faluban. 1785-ben 285 lakost számláltak a településen.
Vályi András szerint "MOLNÁRI. Magyar falu Vas Várm. földes Urai több Urak, lakosai katolikusok, fekszik Rába Hidvégnek szomszédságában, és annak filiája, határja síkon fekvő, földgye termékeny, réttye jó, fája elég van."
A 19. század elején házassággal a Festetics család birtoka lett, akik a kastélyt 1815-ben romantikus stílusban építették át. 1828-ban 344 volt a lakosság száma.
Fényes Elek szerint "Molnári, magyar falu, Vas vmegyében, a Rába mellett: 228 kath., 51 evang. lak. Kastély. Erdő. F. u. gr. Festetics László. Ut. p. Vasvár."
1857-ben gróf Festetics György apátságot alapított itt, később a kastély mellett korszerű tejgazdaságot létesített és elérte, hogy itt haladjon át a szombathely-nagykanizsai vasútvonal. A vasút építése nagy lendületet adott a település fejlődésének.
Vas vármegye monográfiájában "Molnári, magyar község, a szombathelyről N.-Kanizsa felé vezető vasútvonal mentén. Házainak száma 75, a lakosoké 638. Vallásuk r. kath., ág. ev. és ev. ref. Vasútállomás. Postája és távírója helyben van."
1907-ben a Rába- előnevet vette fel, megkülönböztetésül a hasonló nevű településektől. 1910-ben 523 lakosa volt. A molnári kastélyt az 1920-as években lebontották. 1949-ben Püspöktamásival egyesítették, így jött létre a mai Püspökmolnári község.

## Nevezetességei
- Százéves hársfa: egykori Erzsébet-emlékfa, amely elszáradt és kivágták, már csak archív fotókon látható. Devecsery László költő 2019-ben verset írt róla "A százéves hársfa alatt" címmel.[6]
- Harangláb[7]
- Helytörténeti gyűjtemény[8]
- Vasútállomás Prinz Gyula emléktáblájával
- Gróf Festetics György sírja[9]
- Nepomuki Szent János szobor[10]
- Kőkereszt a 18. század végéről[11]
- Régi temetői kőkereszt[12]

## Híres emberek
- Innen származott Molnári Kelemen, aki 1417 és 1438 között győri püspök volt.
- Itt született 1882. január 11-én Prinz Gyula geológus, geográfus, néprajzkutató.
- Itt van eltemetve gróf Festetics György (1815-1883), az Andrássy-kormány király személye körüli minisztere.